# Acanthocinini
Los acantocininos (Acanthocinini) son una tribu de coleópteros crisomeloideos de la familia Cerambycidae. Fue descrita por Blanchard en 1845.

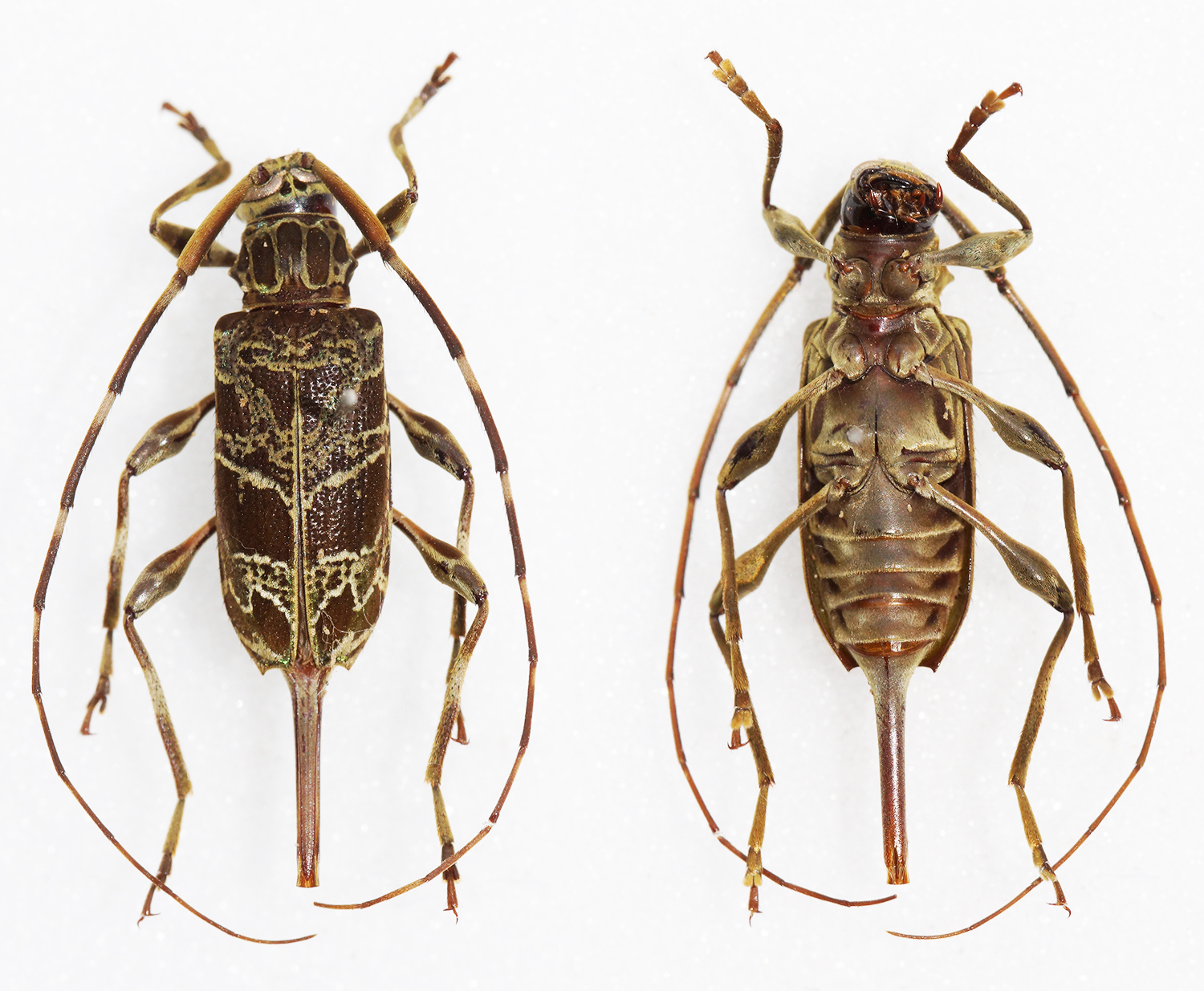
Granastyochus elegantissimus
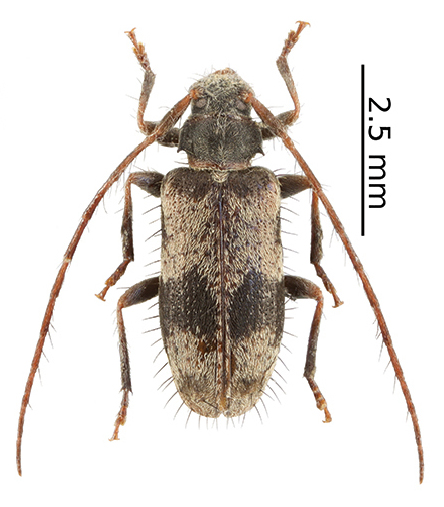
Exocentrus stierlini
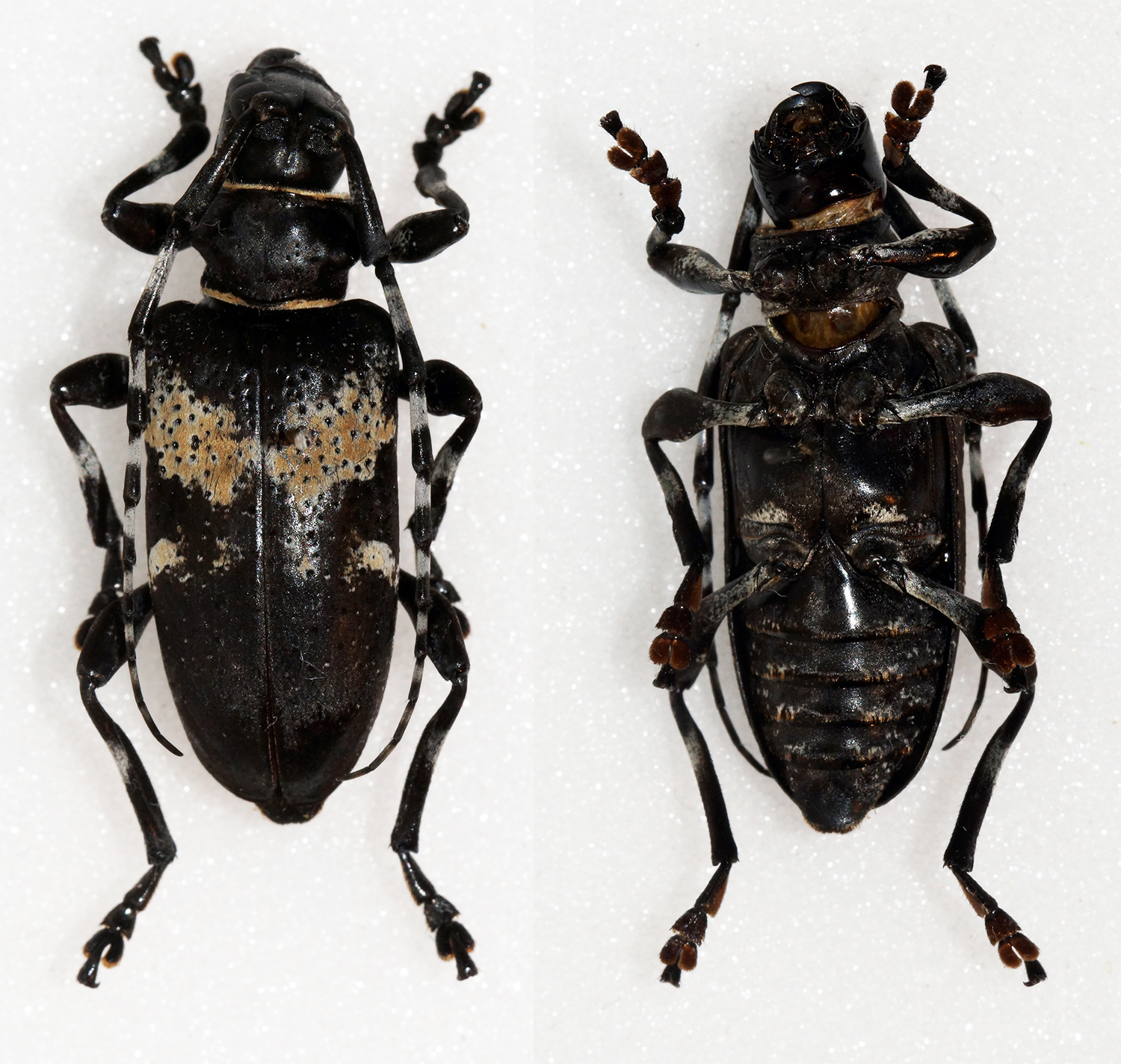
Coenopoeus palmeri
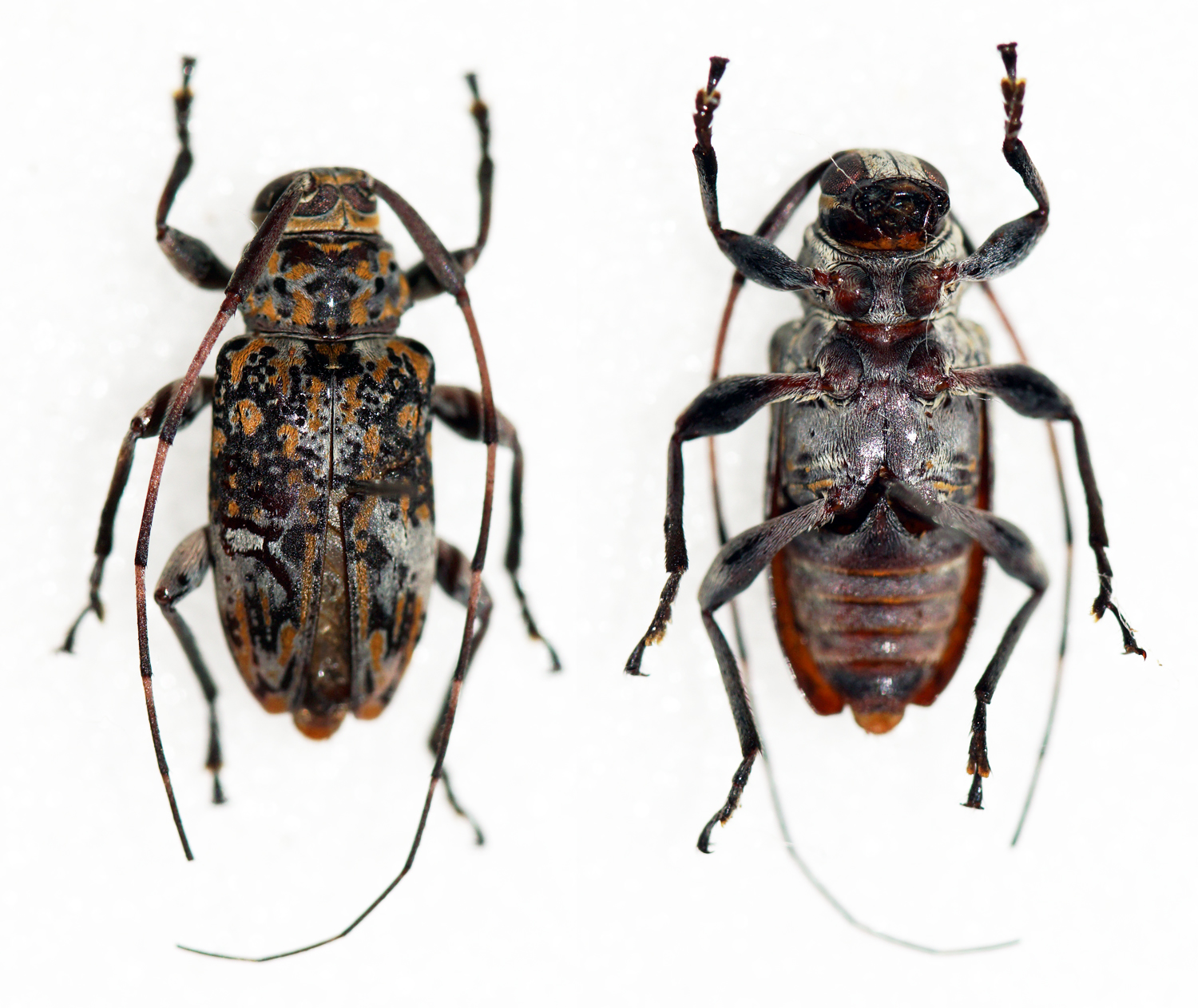
Atrypanius conspersus
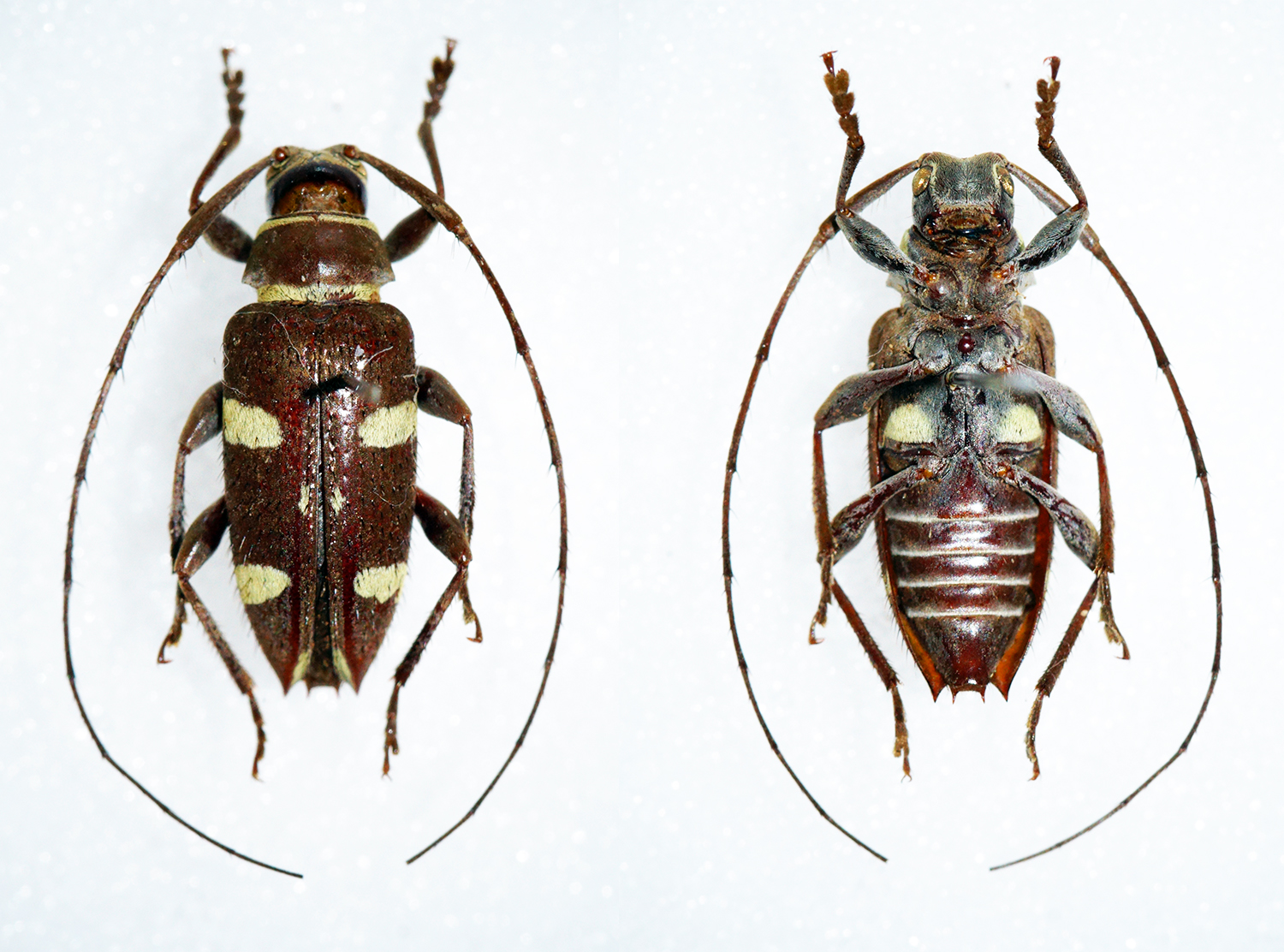
Alcidion sulphurifer
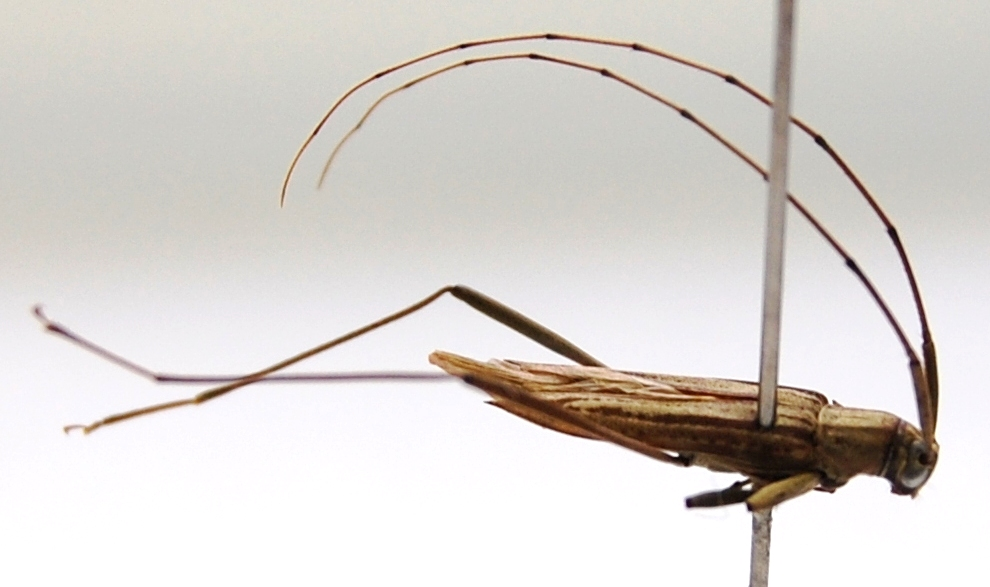
Anisopodus strigosus
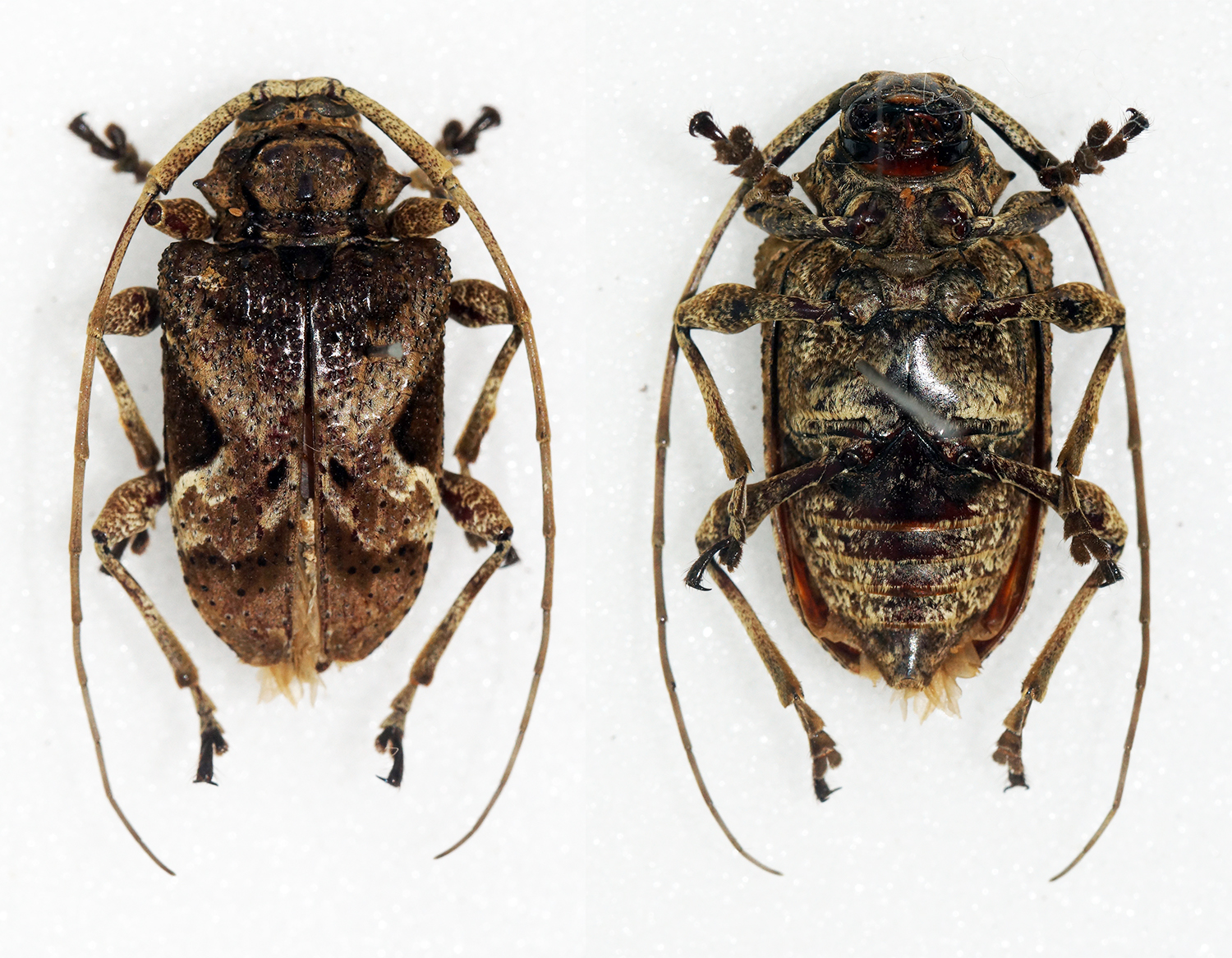
Lagocheirus araneiformis
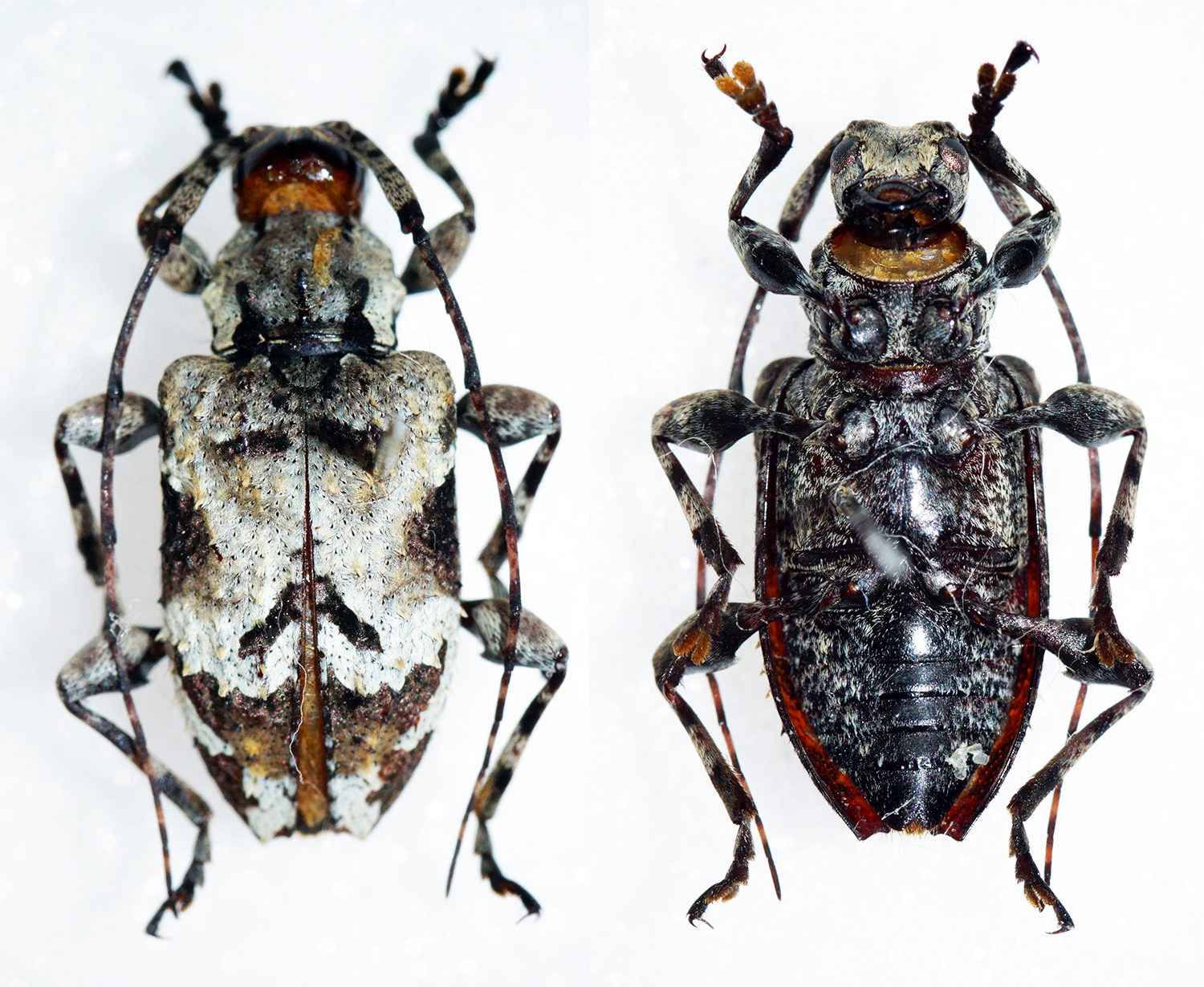
Leptostylus batesi
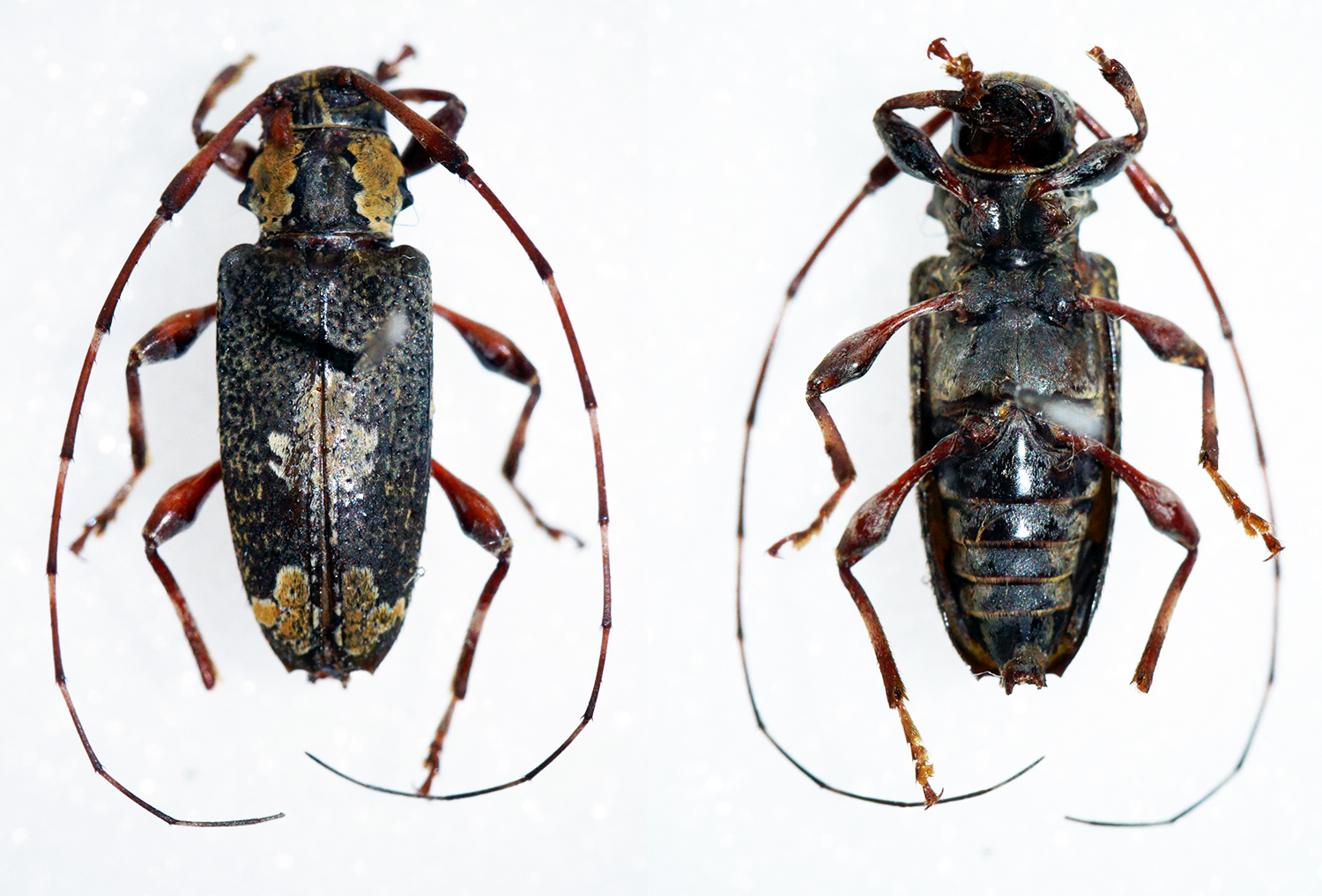
Neoeutrypanius nobilis
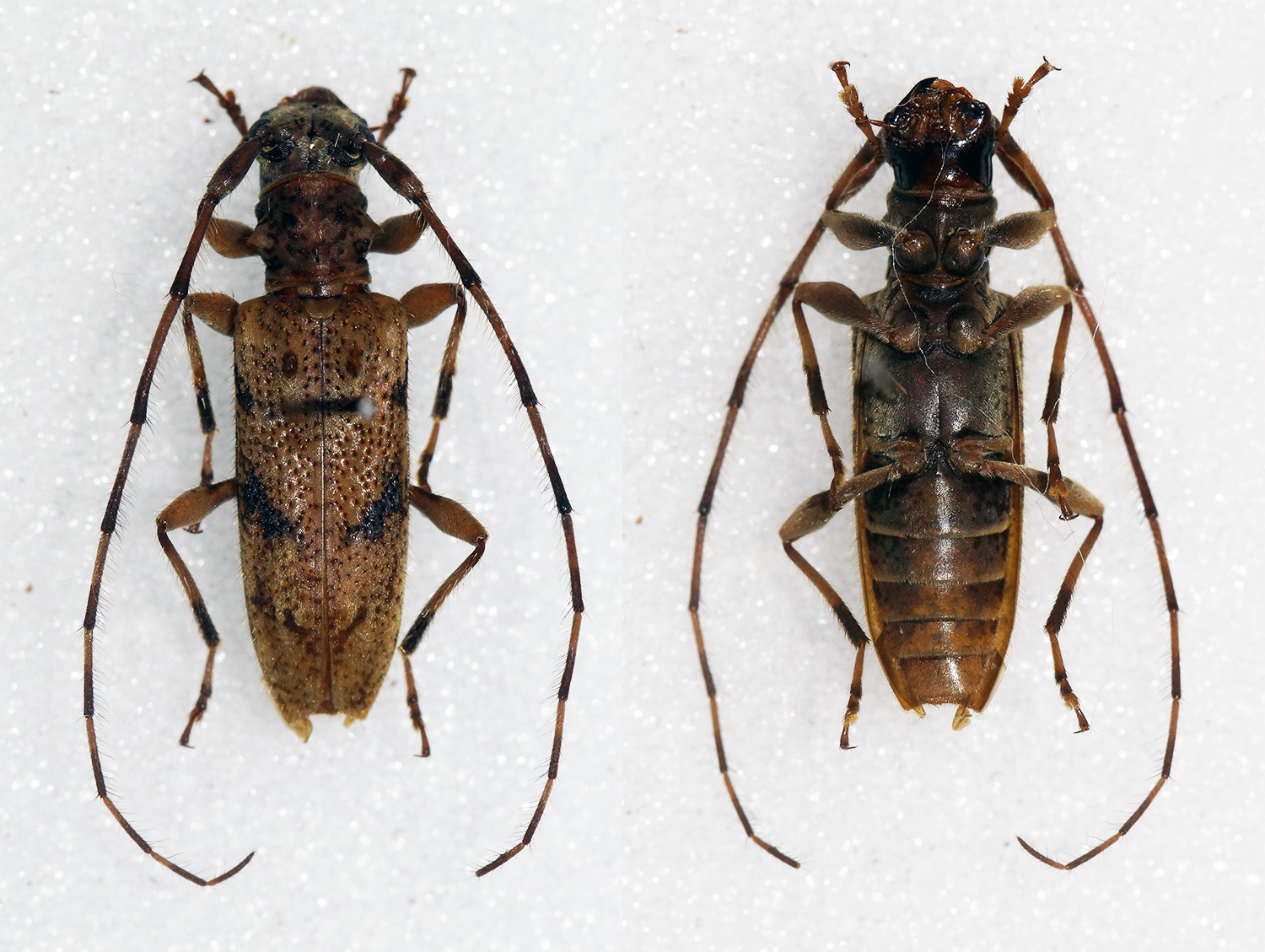
Ostedes variegata
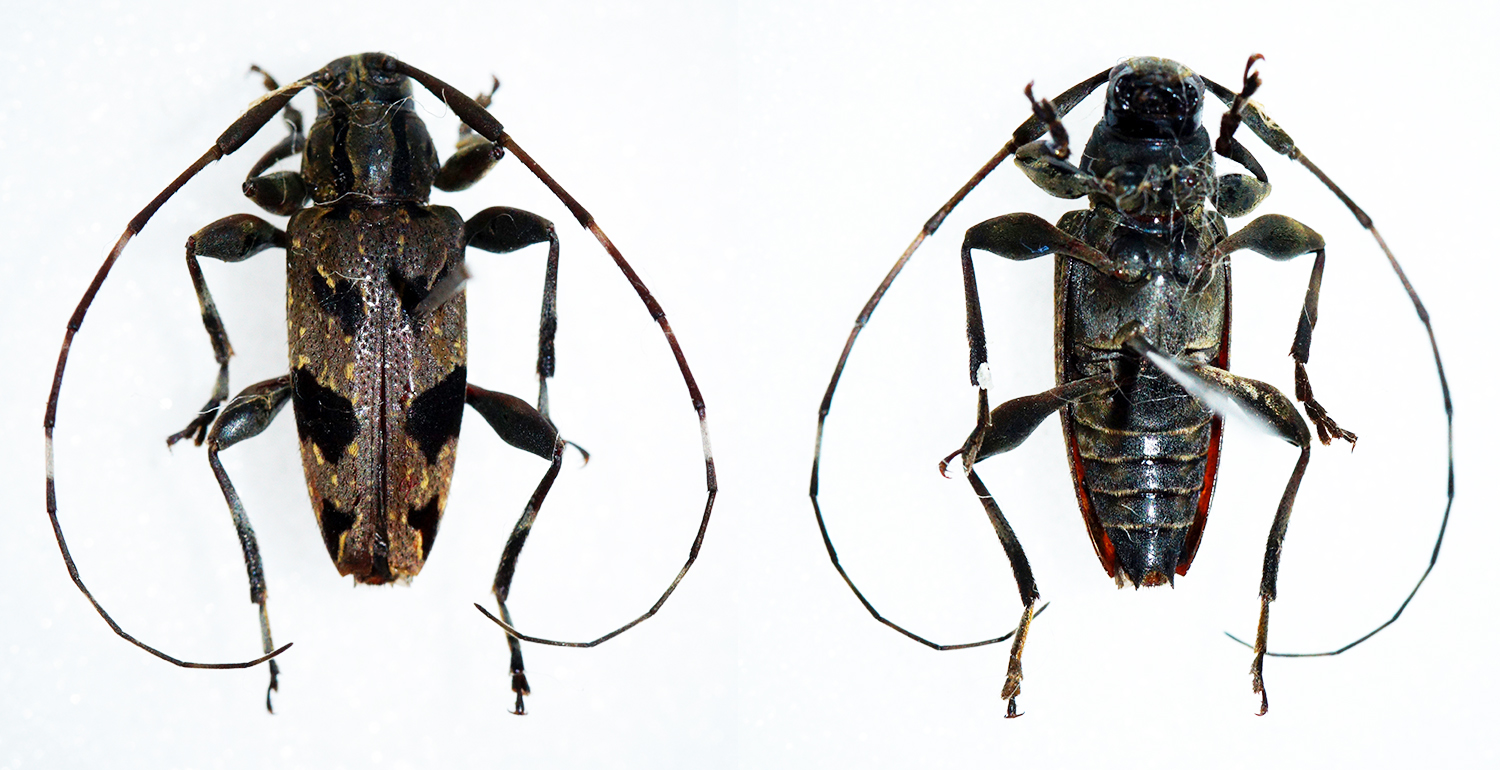
Sporetus colobotheides
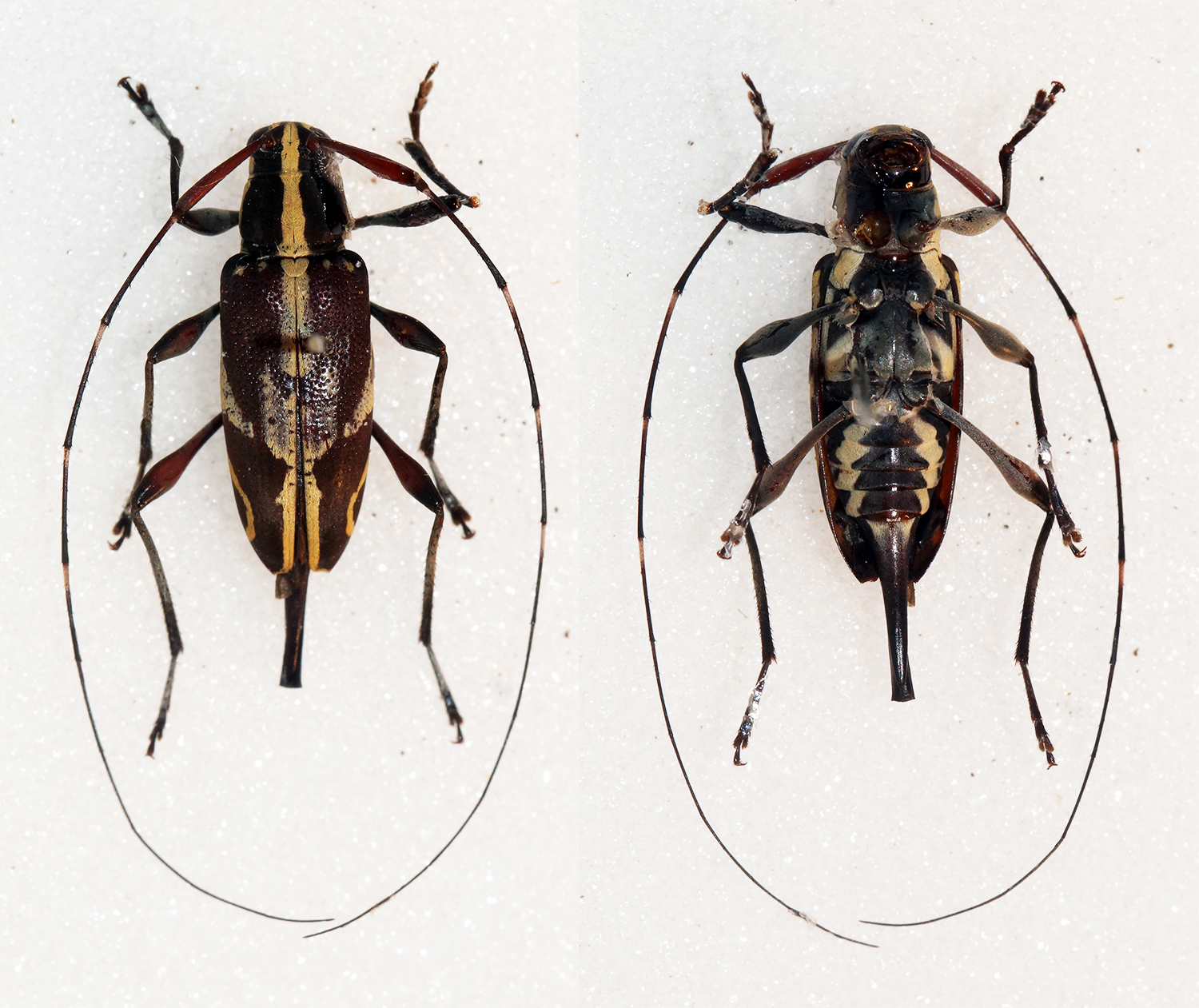
Toronaeus suavis
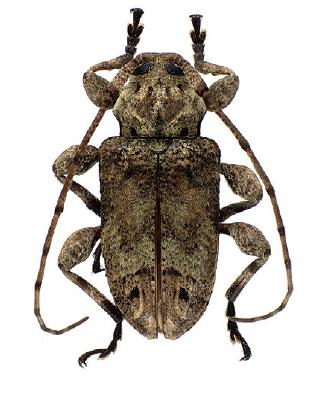
Leptostylopsis poeyi
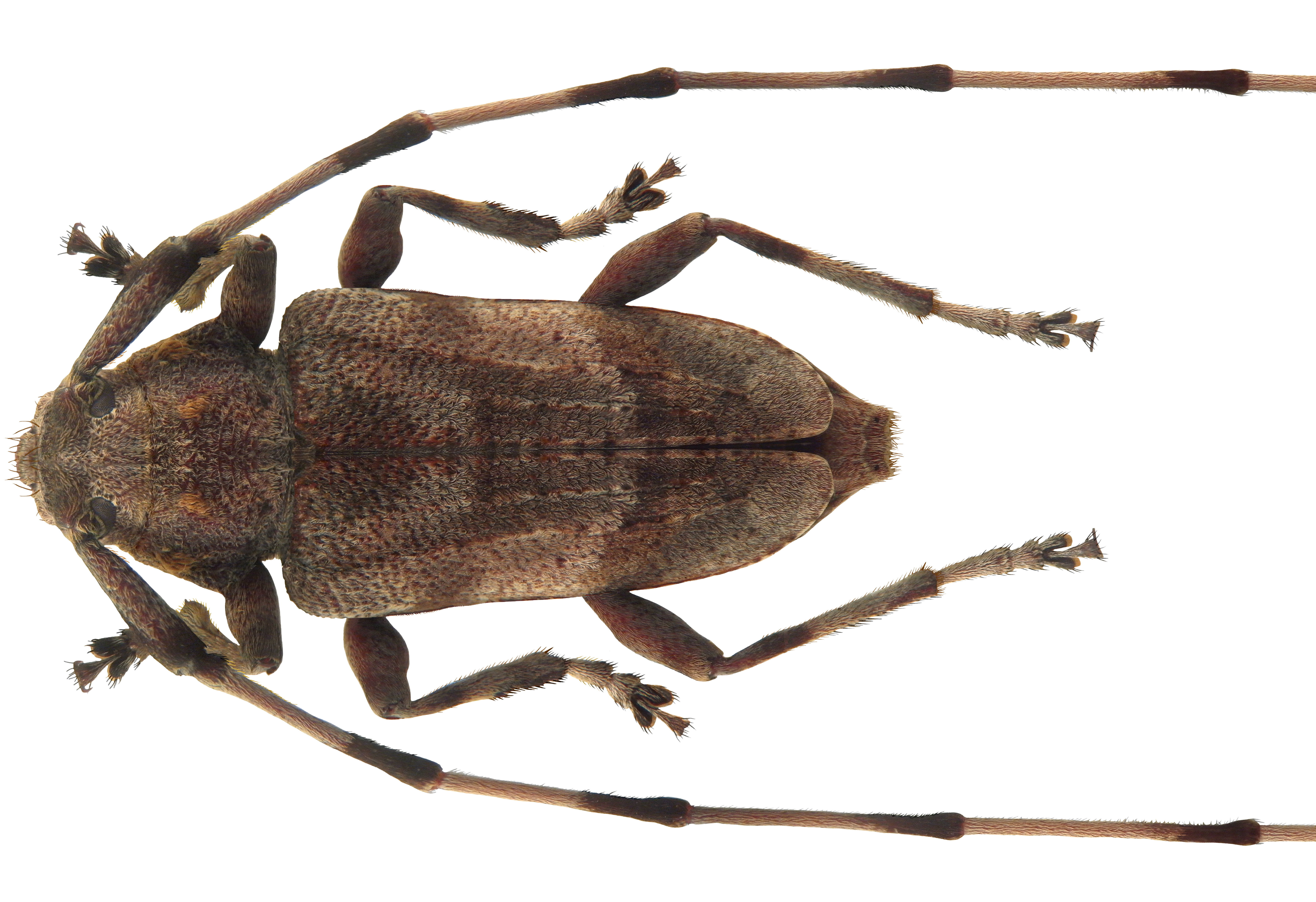
Acanthocinus aedilis
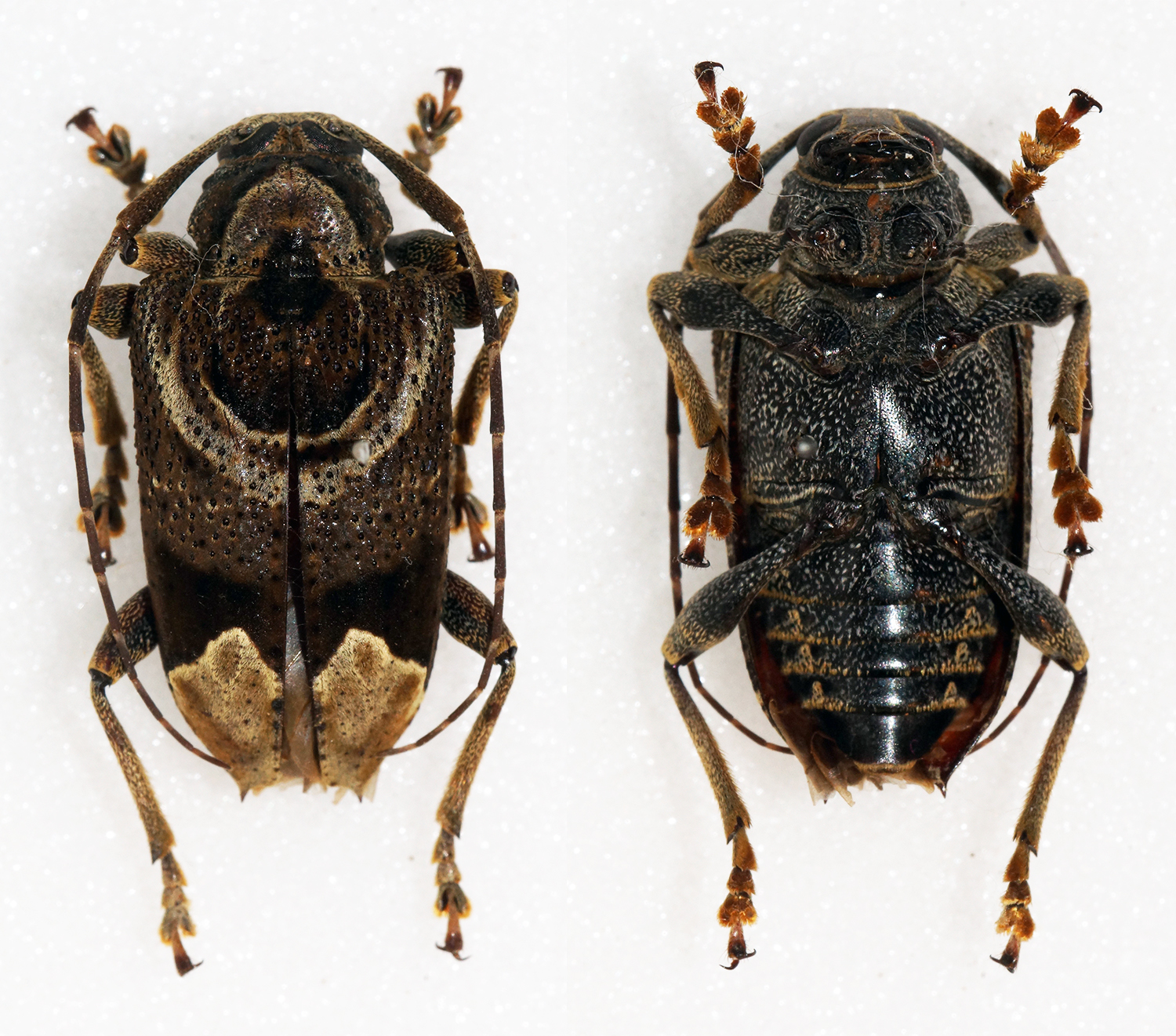
Trypanidius andicola

## Géneros
- Acanista Pascoe, 1864
- Acanthocinus Megerle in Dejean, 1821
- Acanthodoxus Martins & Monné, 1974
- Acartus Fahraeus, 1872
- Aegocidnexocentrus Breuning, 1957
- Alcathousiella Monné, 2005
- Alcidion Sturm, 1843
- Alloeomorphus
- Alphinellus Bates, 1881
- Amniscites Gilmour, 1957
- Amniscus Dejean, 1835
- Ancylistes Chevrolat, 1863
- Anisolophia Melzer, 1934
- Anisopodus White, 1855
- Antecrurisa Gilmour, 1960
- Antennexocentrus Breuning, 1957
- Antilleptostylus Gilmour, 1963
- Aphronastes Fairmaire, 1896
- Apteralcidion Hovore, 1992
- Apteroleiopus Breuning, 1955
- Astyleiopus Dillon, 1956
- Astylidius Casey, 1913
- Astylopsis Casey, 1913
- Atelographus Melzer, 1927
- Atrypanius Bates, 1864
- Australiorondonia Breuning, 1982
- Australoleiopus Breuning, 1970
- Baecacanthus Monné, 1975
- Baryssiniella
- Baryssinus Bates, 1864
- Beloesthes Thomson, 1864
- Boninella Gressitt, 1956
- Boninoleiops Hasegawa & Makihara, 2001
- Bourbonia Jordan, 1894
- Brevoxathres Gilmour, 1959
- Bulbolmotega Breuning, 1966
- Callipero Bates, 1864
- Calolamia Tippmann, 1953
- Canidia Thomson, 1857
- Carinoclodia Breuning, 1959
- Carpheolus Bates, 1885
- Carphina Bates, 1872
- Carphontes Bates, 1881
- Catharesthes Bates, 1881
- Chaetacosta Gilmour, 1961
- Chydaeopsis Pascoe, 1864
- Clavemeopedus Breuning, 1969
- Cleodoxus homson, 1864
- Clodia Pascoe, 1864
- Cobelura Erichson, 1847
- Coenopoeus Horn, 1880
- Colobeutrypanus Tippmann, 1953
- Cometochus
- Contoderopsis Breuning, 1956
- Contoderus Thomson, 1864
- Cosmotoma Blanchard, 1845
- Cristenes Breuning, 1978
- Cristeryssamena Breuning, 1963
- Cristisse Breuning, 1955
- Cristocentrus Breuning, 1957
- Cristurges Gilmour, 1961
- Dectes LeConte, 1852
- Diadeliomimus Breuning, 1957
- Didymocentrotus McKeown, 1945
- Dolichoplomelas Breuning, 1958
- Driopea Pascoe, 1858
- Dryana Gistel & Bromme, 1848
- Eleothinus Bates, 1881
- Elongatocontoderus Breuning, 1977
- Emeopedopsis Breuning, 1965
- Emeopedus Pascoe, 1864
- Eneodes Fisher, 1926
- Enes Pascoe, 1864
- Eoporis Pascoe, 1864
- Erphaea Erichson, 1847
- Eucharitolus Bates, 1885
- Eugamandus Fisher, 1926
- Euryxaenapta Breuning, 1963
- Eutrichillus Bates, 1885
- Eutrypanus Erichson, 1847
- Exalcidion Monné, 1977
- Exocentroides Breuning, 1958
- Exocentrus Dejean, 1835
- Falsacanthocinus Breuning, 1951
- Falsometopides Breuning, 1957
- Falsovelleda Breuning, 1954
- Fasciculancylistes Breuning, 1965
- Fisherostylus Gilmour, 1963
- Freoexocentrus Breuning, 1977
- Georgeana
- Glaucotes Casey, 1913
- Goephanes
- Goephanomimus Breuning, 1958
- Granastyochus Gilmour, 1959
- Graphisurus Kirby, 1837
- Hamatastus Gilmour, 1957
- Hexacona Bates, 1881
- Hiekeia Breuning, 1964
- Hoplomelas Fairmaire, 1896
- Hybolasius Bates, 1874
- Hylettus Bates, 1864
- Hyperplatys Haldeman, 1847
- Idephrynus Bates, 1881
- Inermoleiopus Breuning, 1958
- Intricatotrypanius Breuning, 1959
- Ipochira Pascoe, 1864
- Isse Pascoe, 1864
- Jordanoleiopus Lepesme & Breuning, 1955
- Kallyntrosternidius Vitali, 2009
- Lagocheirus Dejean, 1835
- Lasiolepturges Melzer, 1928
- Lathroeus Thomson, 1864
- Lebisia Breuning, 1958
- Leiopus Audinet-Serville, 1835
- Leptocometes Bates, 1881
- Leptostylopsis Dillon, 1956
- Leptostylus LeConte, 1852
- Leptrichillus Gilmour, 1960
- Lepturdrys Gilmour, 1960
- Lepturgantes Gilmour, 1957
- Lepturges Bates, 1863
- Lepturginus Gilmour, 1959
- Lepturgotrichona Gilmour, 1957
- Lethes Zayas, 1975
- Liopinus Linsley and Chemsak, 1995
- Lithargyrus Martins & Monné, 1974
- Longilepturges
- Lophopoenopsis Melzer, 1931
- Lophopoeum Bates, 1863
- Luctithonus Lingafelter, 2020
- Maculileiopus Breuning, 1958
- Mahenes Aurivillius, 1922
- Mahenoides Breuning, 1958
- Maublancancylistes Lepesme & Breuning, 1956
- Mecotetartus Bates, 1872
- Mesolamia Sharp, 1882
- Metadriopea Breuning, 1977
- Metalamia Breuning, 1959
- Miaenia Pascoe, 1864
- Microhoplomelas Breuning, 1958
- Microlamia Bates, 1874
- Microplia Audinet-Serville, 1835
- Micurus Fairmaire, 1896
- Mimacanthocinus Breuning, 1958
- Mimaderpas Breuning, 1973
- Mimagnia Breuning, 1958
- Mimancylistes Breuning, 1955
- Mimapomecyna Breuning, 1958
- Mimeryssamena Breuning, 1971
- Mimexocentroides Breuning, 1961
- Mimexocentrus Breuning, 1958
- Mimhoplomelas Breuning, 1971
- Mimillaena Breuning, 1958
- Mimillaenopsis Vives & Sudre, 2021
- Mimocoedomea Breuning, 1940
- Mimodriopea Breuning, 1977
- Mimohoplorana Breuning, 1960
- Mimoleiopus Breuning, 1969
- Mimomyromeus Breuning, 1978
- Mimotrypanius Breuning, 1973
- Mimoxenolea Breuning, 1960
- Mimozygoceropsis Breuning, 1978
- Moala Dillon & Dillon, 1952
- Monteithius Vives & Sudre, 2021
- Myrmecoclytus Fairmaire, 1895
- Myrmexocentroides Breuning, 1970
- Myromeus Pascoe, 1864
- Myromexocentrus Breuning, 1957
- Nanustes Gilmour, 1960
- Neacanista Gressitt, 1940
- Nealcidion Monné, 1977
- Neobaryssinus Monné & Martins, 1976
- Neoeutrypanus Monné, 1977
- Neoischnolea Breuning, 1961
- Neopalame Martins & Monné, 1972
- Neosciadella Dillon & Dillon, 1952
- Neseuterpia Villiers, 1980
- Nesomomus Pascoe, 1864
- Nonymodiadelia Breuning, 1958
- Nyssocarinus Gilmour, 1960
- Nyssodectes Dillon, 1955
- Nyssodrysilla Gilmour, 1962
- Nyssodrysternum Gilmour, 1960
- Odontozineus Monné, 2009
- Oedopeza Audinet-Serville, 1835
- Olenosus Bates, 1872
- Olmotega Pascoe, 1864
- Ombrosaga Pascoe, 1864
- Onalcidion Thomson, 1864
- Ophthalmemeopedus Breuning, 1961
- Ostedes Pascoe, 1859
- Ovalaua Christensen & Samuelson, 2019
- Oxathres Bates, 1864
- Oxathridia Gilmour, 1963
- Ozineus Bates, 1863
- Palame Bates, 1864
- Parabaryssinus Monné, 2009
- Paracartus Hunt & Breuning, 1957
- Parachydaeopsis Breuning, 1968
- Paracleodoxus Monné & Monné, 2010
- Paraclodia Breuning, 1974
- Paracristenes Breuning, 1970
- Paracristocentrus Breuning, 1980
- Paradidymocentrus Breuning, 1956
- Paradriopea Breuning, 1965
- Paraegocidnus Breuning, 1956
- Parahiekeia Breuning, 1977
- Paralcidion Gilmour, 1957
- Paraleiopus Breuning, 1956
- Paramyromeus Breuning, 1956
- Parancylistes Breuning, 1958
- Paranisopodus Monné & Martins, 1976
- Paranonyma Breuning, 1957
- Paraprobatius Breuning, 1955
- Pararondibilis Breuning, 1961
- Paratenthras
- Paratrichonius
- Paratrypanius Aurivillius, 1908
- Paremeopedus Gressitt, 1956
- Paripochira Breuning, 1957
- Paroectropsis
- Paroecus
- Pattalinus
- Pentheochaetes
- Periestola Breuning, 1943
- Pertyia
- Phlaeopsis Blanchard, 1853
- Phrissolaus
- Piezochaerus
- Poecilippe Bates, 1874
- Polyacanthia Montrouzier, 1861
- Probatiomimus
- Proseriphus
- Proxatrypanius
- Pseudastylopsis Dillon, 1956
- Pseudipochira Breuning, 1956
- Pseudocobelura
- Pseudoclodia Breuning, 1957
- Pseudocriopsis
- Pseudolepturges
- Pseudosparna
- Psilocnaeia Bates, 1874
- Pucallpa
- Pygmaleptostylus
- Rondibilis Thomson, 1857
- Scapexocentrus Breuning, 1965
- Scapogoephanes Breuning, 1955
- Sciadosoma
- Spilotrogia Bates, 1874
- Spinexocentrus Breuning, 1958
- Spinogoephanes Breuning, 1964
- Spinoleioposopus Breuning, 1975
- Sporetus
- Stenellipsis Bates, 1874
- Stenocidnus Breuning, 1956
- Stenolis
- Sternacutus
- Sternidius LeConte, 1873
- Sternidocinus Dillon, 1956
- Striononyma Breuning, 1961
- Styloleptoides Chalumeau, 1983
- Styloleptus Dillon, 1956
- Sulenus Lacordaire, 1872
- Sympagus
- Tenthras
- Tephrolamia Fairmaire, 1901
- Tetrorea White, 1846
- Tomrogersia
- Toronaeus
- Trichalcidion
- Trichalphus
- Trichastylopsis Dillon, 1956
- Trichauxa Breuning, 1957
- Trichemeopedus Breuning, 1975
- Trichhoplomelas Breuning, 1957
- Trichillurges
- Trichipochira Breuning, 1959
- Trichocanonura Dillon, 1956
- Trichohoplorana Breuning, 1961
- Trichonius
- Trichonyssodrys
- Trichorondonia Breuning, 1965
- Trichotithonus
- Tropanisopodus
- Tropidocoleus
- Tropidozineus
- Trypanidiellus
- Trypanidius Blanchard, 1843
- Tuberastyochus
- Tuberculipochira Breuning, 1975
- Tuberenes Breuning, 1978
- Urgleptes Dillon, 1956
- Valenus Casey, 1892
- Xaenapta Pascoe, 1864
- Xenocona
- Xenostylus
- Xylergates
- Xylergatoides